# أوسيب ماندلشتام
أوسيب ماندلشتام (الروسية: О́сип Эми́льевич Мандельшта́м) شاعر وكاتب مقالات روسي وسوفيتي من أصل يهودي. كان زوجًا لناديشدا ماندلشتام وأحد أهم أعضاء المدرسة الشعرية الأكمية. قُبِضَ عليه من قبل حكومة جوزيف ستالين خلال قمع الثلاثينيات وأُرسِل إلى المنفى الداخلي مع زوجته.
عند منحهم نوعًا من مُهَلِ الإعفاء المؤقت، انتقلوا إلى فارونيش في جنوب غرب روسيا. في عام 1938، قُبِضَ على ماندلشتام مرة أخرى وحُكِمَ عليه بالسجن مدة خمس سنوات في معسكر للعمل التقويمي في الشرق الأقصى السوفيتي. توفي في تلك السنة في معسكر عبور بالقرب من فلاديفوستوك.

## المسيرة المهنية والاضطهاد السياسي والموت
في عام 1922، انتقل ماندلشتام وناديشدا إلى موسكو. في هذا الوقت، نُشِر كتاب قصائده الثاني، تريستيا، في برلين. لعدة سنوات بعد ذلك، تخلى عن الشعر بشكل كامل تقريبًا، مع التركيز على المقالات، والنقد الأدبي، ومذكرات ضجيج الزمن، وفويدوسيا، كلاهما عام 1925 (ضجيج الزمن 1993 باللغة الإنجليزية)، ونثر الطابع المصري (1928) صغير الحجم. كوظيفة يومية، ترجم الأدب إلى الروسية (19 كتابًا في 6 سنوات)، ثم عمل مراسلًا لصحيفة.
في خريف عام 1933، ألف ماندلشتام قصيدة «ابيغرام ستالين»، التي قرأها في عدد قليل من التجمعات الخاصة الصغيرة في موسكو. كانت القصيدة انتقادات حادة لـ« جَبَليّ كرملين». بعد ستة أشهر، في عام 1934، قُبِض على ماندلشتام. لكن، بعد استجوابه عن قصيدته، لم يُحكم عليه فورًا بالإعدام أو بالغولاغ، بل بالنفي إلى تشيردين في شمال الأورال، حيث رافقه زوجته. بعد أن حاول الانتحار، وبعد شفاعة نيكولاي بوخارين، خُفِفَت العقوبة إلى الإبعاد من المدن الكبرى. بعد أن سُمِح لهم باختيار مكان إقامتهم الجديد، اختار ماندلشتام وزوجته فارونيش.
كان هذا بمثابة مهلة تنفيس مؤقتة. في السنوات التالية، كتب ماندلشتام مجموعة من القصائد المعروفة باسم دفاتر فارونيش، والتي تضمنت ديوان أشعار عن الجندي المجهول. كتب أيضًا العديد من القصائد التي بدا أنها تمجد ستالين (بما في ذلك «قصيدة غنائية لستالين»). على الرغم من ذلك، في عام 1937، في بداية التطهير الكبير، بدأت المؤسسة الأدبية بمهاجمته في المطبوعات، أولاً محليًا، وبعد ذلك بفترة وجيزة من موسكو، متهمة إياه بإضمار وجهات نظر معادية للسوفيت.

## الاعتقال الثاني والموت
قُبِض عليه في 5 مايو (المرجع. وثيقة معسكر بتاريخ 12 أكتوبر 1938، وقع عليه ماندلشتام) واتُّهِمَ بـ«أنشطة معادية للثورة». بعد أربعة أشهر، في 2 أغسطس 1938، حُكم على ماندلشتام بخمس سنوات في معسكرات الإصلاح. وصل إلى معسكر عبور فترايا ريتشكا (النهر الثاني) بالقرب من فلاديفوستوك في أقصى شرق روسيا، وتمكن من إيصال رسالة إلى زوجته طالبًا فيها ملابس دافئة. لم تصله الملابس قط، ومات من البرد والجوع. وُصِفَت وفاته في وقت لاحق في قصة «شيري براندي» القصيرة من قبل فارلام شالاموف.
تحققت نبوءة ماندلشتام: «فقط في روسيا يحظى الشعر بالاحترام، ويتسبب في مقتل الناس. هل يوجد أي مكان آخر حيث الشعر شائع للغاية كدافع للقتل؟». كتبت ناديشدا مذكرات عن حياتها وأوقاتها مع زوجها في الأمل ضد الأمل (1970) والأمل المهجور. تمكنت أيضًا من الحفاظ على جزء كبير من عمل ماندلشتام غير المنشور.

## روابط خارجية
- أوسيب ماندلشتام على موقع IMDb (الإنجليزية)
- أوسيب ماندلشتام على موقع الموسوعة البريطانية (الإنجليزية)
- أوسيب ماندلشتام على موقع ميوزك برينز (الإنجليزية)
- أوسيب ماندلشتام على موقع إن إن دي بي (الإنجليزية)
- أوسيب ماندلشتام على موقع ديسكوغز (الإنجليزية)